# 国際連合安全保障理事会決議981
国際連合安全保障理事会決議981（こくさいれんごうあんぜんほしょうりじかいけつぎ981 英: United Nations Security Council Resolution 981）は、1995年3月31日に採決された決議。ユーゴスラビア社会主義連邦共和国の状況に関するすべての決議を再確認した後、1995年11月30日までの期間国際連合クロアチア信頼回復活動(UNCRO) を設立した。
安全保障理事会は、旧ユーゴスラビアにおける紛争の交渉による解決を望んでいた。そのような紛争の1つはクロアチアでの紛争であった。決議871 (1993年)と947 (1994年)の規定に加えて、セルビア人地域での動員解除、すべての難民の帰還、警察の設立など、クロアチアに対する国連の和平計画の重要な部分を実施する必要があった。
クロアチアにおける国連保護軍（UNPROFOR）の現在の任務は1995年3月31日に失効し、同国における平和維持軍の設立に関するクロアチア政府からの要請にも留意された。人権の尊重は、平和への不可欠なステップとして強く求められた。国際連合保護軍の安全と移動の自由を確保する必要があった。
国連憲章の第VII章に基づいて行動し、理事会は1995年11月30日までの期間、7,000 人の職員を擁する国際連合クロアチア信頼回復活動（UNCRO）を設立した。
さらに、ブトロス・ブトロス＝ガーリ事務総長は、1995年4月21日までに、
- クロアチアと地元のセルビア人との間の停戦協定における機能を果たすこと
- 経済協定の実施を支援すること
- 安全保障理事会決議の実施を支援すること
- クロアチアとボスニア・ヘルツェゴビナとクロアチアとユーゴスラビア連邦共和国 (セルビア・モンテネグロ) の間の国境を監視すること
- クロアチアを通じてボスニア・ヘルツェゴビナに人道援助を移転するのを支援すること
- プレヴラカ半島の動員解除を監視すること

の6つの任務の実施について報告するよう要請された。彼はさらに、委任事項と協定の実施について4ヶ月ごとに報告する必要があった。また、国際連合クロアチア信頼回復活動は、加盟国が平和維持活動に航空支援を提供する権限を与えられている間、合意に達することができる条件を作成する必要があった。さらに当事者には、国連要員の安全を確保し、紛争の平和的解決に取り組む責任があった。
最後にクロアチアは、地位協定に署名し、適切なラジオ放送周波数とテレビ放送枠を国連に無償で提供するよう求められた。
同日、安全保障理事会は国際連合安全保障理事会決議983でマケドニアに国連予防展開軍を設立した。